# Paradiarsia coturnicula
Paradiarsia coturnicula là một loài bướm đêm trong họ Noctuidae.